# Bodies: The Exhibition
Pour les articles homonymes, voir Bodies.

Bodies: The Exhibition est une exposition itinérante, présentant des cadavres humains. L'origine des cadavres et le consentement des Chinois dont les corps sont présentés ont posé des problèmes dans plusieurs pays où l'exposition est produite. Il existe d'autres expositions similaires, présentant aussi des cadavres de Chinois. Certaines expositions ont été interdites.

## Présentation de l'exposition
Bodies: The Exhibition présente 12 cadavres entiers et 150 organes. Évènement commercial revendiquant un aspect pédagogique, l'exposition traite par exemple de l’obésité et du cancer ou présente les conséquences de l’alcool ou des cigarettes sur le corps humain.

## Origine des corps
Les corps sont exposés après une plastination, technique visant à préserver des tissus biologiques en remplaçant les différents liquides organiques par du silicone.
Les corps présentés proviennent de Chine. Ils ont été vendus par une entreprise privée chinoise, Dalian Medi-Uni Plastination Labs située à Dalian en Chine.
Harry Wu, convaincu que les corps présentés lors de l’exposition Bodies: The Exhibition sont ceux de condamnés à mort chinois, a obtenu une interdiction de l'exposition dans certains États américains.
Selon le Falun Gong, des corps de pratiquants ont été utilisés dans des expositions de cadavres comme pour Bodies: The Exhibition.

## Expositions similaires
Une des premières expositions, intitulée Körperwelten (les Mondes des corps), s'est tenue à Mannheim en 1988, à l'initiative de Gunther von Hagens.
Une dizaine d’expositions concurrentes sillonnent les villes d’Amérique du Nord, d’Europe et d’Asie et rencontrent un succès mondial.

## Interdiction
L'exposition Our Body, à corps ouvert, organisée en France par le producteur de spectacles Pascal Bernardin et mettant en scène 17 cadavres chinois plastinés, ouverts et disséqués, a été interdite le 21 avril 2009. En 2010, la Cour de cassation avait indiqué « l’exhibition de cadavres humains à des fins commerciales est contraire à la décence et, de ce fait, illégale en France ».

## Pages connexes
- Honoré Fragonard
- Body Worlds